# Šport u 2001.
◄◄ | ◄ | 1998. | 1999. | 2000. | 2001.  | 2002. | 2003. | 2004. | ► | ►►
Arhitektura • Astronautika • Astronomija • Biologija • Film • Fotografija • Glazba • Kazalište • Kemija • Kiparstvo • Knjige • Književnost • Kršćanstvo • Meteorologija • Medicina • Planinarstvo • Politika • Pravo • Promet • Slikarstvo • Strip • Šport • Televizija • Znanost • Zrakoplovstvo • Željeznički promet
Šport u 2001.

## Svijet

### Natjecanja

#### Svjetska natjecanja
- Od 23. siječnja do 4. veljače – Svjetsko prvenstvo u rukometu u Francuskoj: prvak Francuska
- Od 19. do 29. srpnja – Svjetsko prvenstvo u vaterpolu u Fukuoki u Japanu: prvak Španjolska
- Od 4. do 16. prosinca – Svjetsko prvenstvo u rukometu za žene u Italiji: prvak Rusija

#### Kontinentska natjecanja

##### Europska natjecanja
- Od 31. kolovoza do 9. rujna – Europsko prvenstvo u košarci u Turskoj: prvak SR Jugoslavija
- Od 15. do 24. lipnja – Europsko prvenstvo u vaterpolu u Budimpešti u Mađarskoj: prvak SR Jugoslavija

### Osnivanja
- FK Olimpik Donjeck, ukrajinski nogometni klub

## Vanjske poveznice
|  | Zajednički poslužitelj ima još gradiva o temi Šport u 2001. |